# カワサキカオリ
カワサキ カオリ（2月17日 - ）は日本の漫画家。
神奈川県横浜市出身）。血液型はA型。

## 来歴
主にパチンコ・パチスロ漫画を手がける。持ち込み原稿「スロってますか!?」でデビュー。北電子のジャグラーシリーズを好むが北斗の拳や吉宗など若干の浮気有。

## 作品リスト

### 連載作品
- ジャグってますか!?（連載中-パチスロ爆裂必勝テク⇒パチスロランド⇒スーパーパチスロ777）
- きまぐれハピネス（連載中-パチプロ7）
- パチヲタ（連載中-パチンコ10番勝負）
- ぱちすろのお時間（連載中-パチスロ777プロフェッショナル）原作：しのけん
- すろヲタ！（連載中-パチスロ激魂）
- パチってますか!?（パチンコランド）
- まぢかるルート77（スーパーパチスロ777）
- まりこと一緒（スーパーパチスロ777）
- リーダーといっしょ（スーパーパチスロ777）
- いきあたりガッポリ（パチプロ7）
- パチスロクローズ4コマ劇場（ヤングチャンピオン 2008年8〜10号）

### 単行本
- ジャグってますか!?（2004年、竹書房）
- カワサキカオリの結婚の種（2006年、ワニブックス）
- ジャグってますか!? 2（2012年、竹書房）
- ぱちヲタ! わくわくラブぱちメモリアル!（2013年、双葉社）
- 女ふたり原付で東日本縦断して水曜どうでしょう祭に行って来た!（2014年、双葉社）